# Ло Жунбан
Ло Жунбан (кит. упр. 罗荣邦, пиньинь Luó Róngbāng, англ. Lo Jung-pang) — американский историк. Внук философа Кан Ювэя, «Автобиографию» которого перевёл на английский язык.
Родился в Сингапуре в семье дипломата Ло Чана и Кан Тунби — второй дочери Кан Ювэя. Следуя по местам службы отца, учился в школах Сингапура, Лондона, Оттавы. В 14-летнем возрасте был привезён матерью в Китай и познакомился с дедом, помогал ему переводами с английского при написании трактата «Лекции о небесах» (кит. 诸天讲). Окончил Яньцзинский университет в Пекине в 1934 году, получив степень бакалавра. Продолжать обучение он отправился в США, в Калифорнийский университет в Беркли, который окончил в 1940 году. Во время Второй мировой войны служил в Управлении военной информации в Сан-Франциско, а в 1945 году перешёл в Китайское новостное агентство, как представитель прессы был делегатом Учредительной конференции ООН. После закрытия информагентства властями КНР, в 1950 году начал академическую карьеру, сначала в Университете Пенсильвании, далее в Университете Мичигана. В 1957 году защитил докторскую диссертацию в Калифорнийском университете в Беркли, после чего перешёл в Вашингтонский университет в Сиэтле, где получил звание доцента. С 1965 года работал в Калифорнийском университете в Дэвисе, в 1969 году удостоен профессорского звания. Принимал участие в коллективной монографии Дж. Нидэма Science and Civilization in China, для чего совершил поездку в Лондон. Скончался от сердечного приступа.
Был женат на канадке китайского происхождения Fern Quon Lo, у них были сын и две дочери.

## Основные труды
- The Emergence of China as a Sea Power during the Late Sung and Early Yuan Periods (1955)
- The Decline of the Early Ming Navy (1958)
- K’ang-Yu-wei: A Biography and a Symposium (1967).
- Maritime Commerce and Its Relations to the Sung Navy (1969).
- China as a sea power, 1127—1368 : a preliminary survey of the maritime expansion and naval exploits of the Chinese people during the Southern Song and Yuan periods / edited, and with commentary by Bruce A. Elleman (2012).